# Acinodendron virescens
Acinodendron virescens là một loài thực vật có hoa trong họ Mua. Loài này được (Vahl) Kuntze mô tả khoa học đầu tiên năm 1891.